# Sansevieria sambiranensis
Sansevieria sambiranensis là một loài thực vật có hoa trong họ Măng tây. Loài này được H.Perrier miêu tả khoa học đầu tiên năm 1936.